# Liste des circonscriptions électorales du Northumberland
Le comté du Northumberland
est divisé en 4 Circonscription électorale
– 1 Borough constituencies
et 3 County constituencies.

## Circonscriptions
- † Conservateur
- ‡ Labour
- ¤ Liberal Democrat

| Circonscriptions      | Électeur | Majorité | Member of Parliament | Member of Parliament  | Opposition | Opposition     | Circonscriptions électorales, | Map |
| --------------------- | -------- | -------- | -------------------- | --------------------- | ---------- | -------------- | --- | --- |
| Berwick-upon-Tweed CC | 56,969   | 4,914    |                      | Anne-Marie Trevelyan† |            | Julie Pörksen¤ | Alnwick District Council: Alnmouth and Lesbury, Alnwick Castle, Alnwick Clayport, Alnwick Hotspur, Amble Central, Amble East, Amble West, Embleton, Harbottle and Elsdon, Hedgeley, Longframlington, Longhoughton with Craster and Rennington, Rothbury and South Rural, Shilbottle, Warkworth, Whittingham. Berwick-upon-Tweed Borough Council: Bamburgh, Beadnell, Belford, Cheviot, Edward, Elizabeth, Flodden, Ford, Islandshire, Lowick, Norhamshire, North Sunderland, Prior, Seton, Shielfield, Spittal, Wooler. Castle Morpeth Borough Council: Chevington, Ellington, Hartburn, Longhorsley, Lynemouth, Ulgham.                                                 |     |
| Blyth Valley BC       | 61,247   | 9,229    |                      | Ronnie Campbell‡      |            | Barry Elliott  | Northumberland County Council: Cowpen, Cramlington East, Cramlington Eastfield with East Hartford, Cramlington North, Cramlington Parkside, Cramlington South East, Cramlington Village, Cramlington West, Croft, Hartley, Holywell, Isabella, Kitty Brewster, Newsham and New Delaval, Plessey, Seaton Delaval, Seghill, South Beach, South Newsham, Wensleydale. |     |
| Hexham CC             | 59,708   | 12,031   |                      | Guy Opperman†         |            | Liam Carr      | Castle Morpeth Borough Council: Heddon-on-the-Wall, Ponteland East, Ponteland North, Ponteland South, Ponteland West, Stamfordham, Stannington. Northumberland County Council: Acomb, Allendale, Bellingham, Broomhaugh and Riding, Chollerton with Whittington, Corbridge, East Tynedale, Hadrian, Haltwhistle, Haydon, Hexham Gilesgate, Hexham Hencotes, Hexham Leazes, Hexham Priestpopple, Humshaugh and Wall, Ovingham, Prudhoe Castle, Prudhoe North, Prudhoe South, Prudhoe West, Redesdale, Sandhoe with Dilston, Slaley and Hexhamshire, South Tynedale, Stocksfield with Mickley, Upper North Tyne, Wanney, Warden and Newbrough, Wark, West Tynedale, Wylam. |     |
| Wansbeck CC           | 60,705   | 10,881   |                      | Ian Lavery‡           |            | Chris Walley   | Castle Morpeth Borough Council: Hebron, Hepscott and Mitford, Morpeth Central, Morpeth Kirkhill, Morpeth North, Morpeth South, Morpeth Stobhill, Pegswood. Northumberland County Council: Bedlington Central, Bedlington East, Bedlington West, Bothal, Central, Choppington, College, Guide Post, Haydon, Hirst, Newbiggin East, Newbiggin West, Park, Seaton, Sleekburn, Stakeford. |     |

## Changements de limites
| Nom                                                                     | Pre-2010 Limites                               | Post-2010 Limites |
| ----------------------------------------------------------------------- | ---------------------------------------------- | ----------------- |
| 1. Berwick-upon-Tweed CC 2. Blyth Valley BC 3. Hexham CC 4. Wansbeck CC | Parliamentary constituencies in Northumberland | Proposed Revision |

## Résultats
| 2005 | 2010 | 2015 |
| ---- | ---- | ---- |
|      |      |      |